# Daniel Bohnacker
Daniel Bohnacker (ur. 21 lutego 1990 w Westerheim) – niemiecki narciarz dowolny, specjalizujący się w skicrossie. W 2014 roku wystartował na igrzyskach olimpijskich w Soczi, zajmując 19. miejsce. Był też między innymi trzynasty podczas mistrzostw świata w Kreischbergu w 2015 roku. W połowie sezonu 2010/2011, 12 stycznia 2011 roku, wywalczył swoje pierwsze podium w zawodach Pucharu Świata, zajmując pierwsze miejsce w skicrossie we francuskim L’Alpe d’Huez. Najlepsze wyniki osiągnął w sezonie 2013/2014, kiedy to zajął 17. miejsce w klasyfikacji generalnej, a w klasyfikacji skicrossu był trzeci.

## Osiągnięcia

### Igrzyska olimpijskie
| Miejsce | Dzień     | Rok  | Miejscowość | Konkurencja | Zwycięzca             |
| ------- | --------- | ---- | ----------- | ----------- | --------------------- |
| 19.     | 20 lutego | 2014 | Soczi       | Skicross    | Jean Frédéric Chapuis |
| 14.     | 18 lutego | 2022 | Pekin       | Skicross    | Ryan Regez            |

### Mistrzostwa świata
| Miejsce | Dzień       | Rok  | Miejscowość   | Konkurencja | Zwycięzca             |
| ------- | ----------- | ---- | ------------- | ----------- | --------------------- |
| 18.     | 4 lutego    | 2011 | Deer Valley   | Skicross    | Christopher Del Bosco |
| 14.     | 10 marca    | 2013 | Voss          | Skicross    | Jean Frédéric Chapuis |
| 13.     | 25 stycznia | 2015 | Kreischberg   | Skicross    | Filip Flisar          |
| 14.     | 18 marca    | 2017 | Sierra Nevada | Skicross    | Victor Öhling Norberg |
| 21.     | 2 lutego    | 2019 | Solitude      | Skicross    | François Place        |

### Puchar Świata

#### Miejsca w klasyfikacji generalnej
- sezon 2009/2010: 112.
- sezon 2010/2011: 28.
- sezon 2011/2012: 81.
- sezon 2012/2013: 52.
- sezon 2013/2014: 17.
- sezon 2014/2015: 25.
- sezon 2015/2016: 48.
- sezon 2016/2017: 97.
- sezon 2017/2018: 229.
- sezon 2018/2019: 69.
- sezon 2019/2020: 49.

Od sezonu 2020/2021 klasyfikacja skicrossu zastąpiła klasyfikację generalną.
- sezon 2020/2021: 32.
- sezon 2021/2022: 32.

#### Miejsca na podium w zawodach
1. L’Alpe d’Huez – 12 stycznia 2011 (skicross) – 1. miejsce
2. Hasliberg – 6 marca 2011 (skicross) – 3. miejsce
3. St. Johann in Tirol – 7 stycznia 2012 (skicross) – 3. miejsce
4. Innichen – 19 grudnia 2012 (skicross) – 2. miejsce
5. Innichen – 22 grudnia 2013 (skicross) – 3. miejsce
6. Val Thorens – 16 stycznia 2014 (skicross) – 2. miejsce
7. Arosa – 7 lutego 2015 (skicross) – 3. miejsce
8. Tegernsee – 21 lutego 2015 (skicross) – 2. miejsce
9. Sołniecznaja Dolina – 25 lutego 2017 (skicross) – 2. miejsce
10. Nakiska – 18 stycznia 2020 (skicross) – 3. miejsce
11. Idre – 26 stycznia 2020 (skicross) – 1. miejsce